# Eugenio Arrieta
Eugenio José García Arrieta (né à Cuéllar le 15 novembre 1770 et mort à une date inconnue), plus connu comme le doctor Arrieta, est un médecin espagnol. Il s'est rendu célèbre pour avoir soigné Francisco de Goya d'une grave maladie, fin 1819, ce que le peintre a représenté dans la peinture Goya et son médecin.

## Biographie
Eugenio José est né à Cuéllar, près de Ségovie, d'Ángel García Muñoz et de Dorotea Arrieta Merino. Il est le frère de l'écrivain Agustín García Arrieta (es).
Peu d'éléments sont connus, concernant sa trajectoire académique et professionnelle : il a exercé à Madrid et a été mandaté par le gouvernement pour étudier « la peste du Levant » sur les côtes d'Afrique, où il est probablement mort.

## Goya et son médecin
Également connue comme Goya soigné par le docteur Arrieta (en espagnol : Goya atendido por el doctor Arrieta), il s'agit d'une peinture réalisée par Francisco de Goya en 1820. Elle reflète la grave maladie dont a souffert son auteur et qui a laissé Goya prostré dans un état de faiblesse et de proximité de la mort de novembre 1819 à la date à laquelle il a été traité par Arrieta.
Au pied de l'œuvre, une note, très probablement de Goya, dit :
« Goya agradecido, á su amigo Arrieta: por el acierto y esmero con qe le salvo la vida en su aguda y
peligrosa enfermedad, padecida á fines del año 1819, a los setenta y tres de su edad. Lo pintó en 1820. »
« Goya reconnaissant, à son ami Arrieta : pour la justesse et l'application avec lesquelles il lui a sauvé la vie dans son intense et
dangereuse maladie, dont il a souffert fin 1819, à l'âge de soixante-treize ans. Il l'a peint en 1820. »
On ne sait pas exactement quelle était la maladie dont souffrait Goya. Il y a eu beaucoup de spéculations à ce sujet, et les hypothèses les plus probables indiquent une maladie vasculaire cérébrale ou une maladie infectieuse.